# Tetrapharmakos
Ne doit pas être confondu avec Tetrapharmacum.

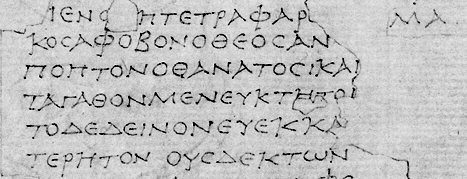
Le Tetrapharmakos, par son disciple Philodème de Gadara, tel qu'il a été trouvé dans la villa des Papyrus (copie présumée de 1803-1806).

Le Tetrapharmakos (translittération du grec ancien τετραφάρμακος, « quadruple remède » ; de τέτταρες / téttares, « quatre », et φάρμακον / phármakon, « remède ») est un ensemble de quatre préceptes philosophiques réglant la conduite épicurienne d'une vie heureuse, dans la perspective d'une éthique eudémoniste.
Le tetrapharmakos, ou tetrapharmacum en latin, était à l’origine un remède composé de quatre médicaments (cire, suif, poix et résine) destiné à guérir les maux du corps et que l'épicurisme transpose aux maux de l'âme. Cette analogie, transmise par les écrits de Philodème de Gadara, vient ainsi condenser la doctrine épicurienne du bonheur comme fruit de l'ataraxie, cherchant non pas à étendre son empire sur le monde mais au contraire à en circonscrire les inutiles tracas :
« Ἄφοβον ὁ θεός,
ἀνύποπτον ὁ θάνατος
καὶ τἀγαθὸν μὲν εὔκτητον,
τὸ δὲ δεινὸν εὐεκκαρτέρητον »
— Philodème de Gadara, Papyrus d'Herculanum, 1005, 4.9-14
        
« Ne craignez pas les dieux
Ne vous inquiétez pas de la mort
Le bonheur est facile à obtenir
La souffrance est facile à supporter »

## Analyse
Selon D. S. Hutchinson, « l’obstacle fondamental au bonheur, dit Épicure, est l’anxiété » sous toutes ses formes, auxquelles le Tetrapharmakos tente justement de répondre.
Le premier précepte se réfère à l'idée que les dieux existent, et sont parfaits, c'est-à-dire jouissent déjà de l'ataraxie. S'ils géraient les affaires humaines, qu'on constate imparfaites, ils perdraient cette ataraxie. Donc ils n'y interviennent pas, et mènent leur existence de leur côté. C'est vers cet alignement parfait, immobile et silencieux d'atomes divins que l'homme doit lui-même tendre.
Le deuxième, reprend directement les thèses développées par Épicure dans la Lettre à Ménécée : la mort n'est rien pour nous, car tout bien et tout mal résident dans la sensation ; or la mort est privation de toute sensibilité.
Le troisième précepte rappelle la distinction entre les désirs naturels et nécessaires, que l'on peut aisément combler, et les autres, qui éloignent l'homme de l'ataraxie selon la doctrine épicurienne. Les besoins les plus prosaïques, tels le gîte et le couvert, peuvent en effet être satisfaits par le plus grand nombre, hommes comme animaux, avec un effort minimal qui se passe de grandes richesses. À l'inverse, un désir qui outrepasserait par gourmandise la stricte nécessité ajouterait un obstacle inutile à la quête d'un bonheur sans anxiété : la vanité des richesses et de la gloire, qui viennent troubler l'ataraxie en la remplaçant par un bonheur aussi précaire que factice, les rendent dès lors caduques.
Le quatrième précepte fait enfin allusion à la pensée épicurienne d'après laquelle la maladie et la douleur, par nature, ne font pas souffrir très longtemps, car la souffrance et la douleur sont soit « brèves ou chroniques, soit légères soit intenses, mais la gêne qui est à la fois chronique et intense est très rare ; donc il n’y a pas besoin de se préoccuper au sujet de la souffrance. » Comme « le bonheur est facile à obtenir », reconnaître ses limites et demeurer confiant dans le caractère passager de la douleur sert de remède à la souffrance prolongée, éludant du même coup l'angoisse de celle-ci.
Tenant compte de la connotation particulière que cette analyse donne aux termes employés, le professeur de philosophie ancienne Francis Wolff propose du Tetrapharmakos une interprétation plus éloignée du texte original mais plus proche du sens que lui donne Épicure :

« L'être bienheureux et immortel ne se soucie pas de nous
La mort n'est rien pour nous
Le bien est facile à se procurer
La douleur est facile à dominer »